# 上海市民办迅行中学
上海市民办迅行中学，位於中國上海市虹口區玉田路211號，是一所民辦完全中學。
上海市民办迅行中学创办于1997年，以鲁迅的笔名迅行命名，校训为“爱迅行校，铸鲁迅魂，做迅行人”。